# Droogmansia mildbraedii
Droogmansia mildbraedii là một loài thực vật có hoa trong họ Đậu. Loài này được Schindl. miêu tả khoa học đầu tiên.